# Голоротые
Голоротые (лат. Gymnolaemata) — класс беспозвоночных животных из типа мшанок. Это самый обширный класс мшанок, содержащий около 650 современных видов.

## Описание
Голоротые мшанки в основном морские животные. Животные в колонии разделены перегородками, которые заполнены тканью, и имеют поры. Класс голоротых разделяют на два отряда: Ctenostomata (около 50 видов) имеют мембранные или студенистые стенки, у Cheilostomata (около 600 видов) стенки кальцинированные. Эмбриональное развитие происходит в выводковых камерах.

## Классификация
На август 2019 года в класс включают 2 отряда:
- Отряд Ctenostomata
  - Надсемейство Benedeniporoidea
  - Подотряд Alcyonidiina
  - Подотряд Flustrellidrina
  - Подотряд Paludicellina
  - Подотряд Stolonifera
  - Подотряд Stoloniferina
  - Подотряд Vesicularina
  - Подотряд Victorellina
- Отряд Cheilostomata
  - Подотряд Aeteina
  - Подотряд Belluloporina
  - Подотряд Flustrina
  - Подотряд Inovicellina
  - Подотряд Malacostegina
  - Подотряд Membraniporina
  - Подотряд Scrupariina
  - Подотряд Tendrina
  - Подотряд Thalamoporellina